# 뱅상 푸아리에
뱅상 푸아리에(프랑스어: Vincent Poirier, 1993년 10월 17일~)는 프랑스의 농구 선수로 포지션은 센터와 파워 포워드이다. 현재 리가 ACB의 레알 마드리드와  프랑스 대표팀 소속으로 뛰고 있다.
이전에는 전미 농구 협회(NBA)의 보스턴 셀틱스와 필라델피아 세븐티식서스 소속으로 활동했다.